# SUISA
La SUISA (SUISse Auteurs) è la principale società di gestione dei diritti d'autore presente in Svizzera ed opera in forma di cooperativa non lucrativa a cui gli autori ed editori di musica possono aderire. A differenza della S.I.A.E. (sua equivalente italiana), essa si occupa anche della gestione dei diritti connessi degli artisti interpreti ed esecutori. Opera sul territorio nazionale della Svizzera e del Liechtenstein e collabora con gli omologhi enti degli altri stati attraverso accordi bilaterali.